# Plasa Lipcani, județul Hotin
Plasa Lipcani a fost o unitate administrativ-teritorială din perioada interbelică, în județul Hotin din România.
Plasa Lipcani avea (la 1930) 63 localități:
1. Babin
2. Bălcăuți
3. Belăuți
4. Berlinți
5. Bilăvăți
6. Brăila
7. Burdiug
8. Buzovița
9. Cebrău
10. Chelmenți
11. Chișla-Salieva
12. Chișla-Zamjieva (Podvirivca)
13. Costiceni
14. Coșuleni
15. Coteala
16. Cotiugeni
17. Criva
18. Drepcăuți
19. Dumeni
20. Forostna
21. Glina
22. Grumăzeni
23. Grușevița
24. Hajdeu de Jos
25. Hajdeu de Sus
26. Larga
27. Larga Câmpului
28. Lipcani-Sat
29. Lipcani-Târg
30. Lucăceni
31. Marșenița
32. Mămăliga
33. Medveja-Cătun
34. Medveja-Mare
35. Medveja-Mică
36. Nagăreni
37. Negreni
38. Nelipăuți
39. Nesfoaia
40. Paveleanca
41. Poleana
42. Ruhotin II
43. Săncăuți-Moara
44. Sânger
45. Slobozia-Șirăuți
46. Stălinești
47. Stroești
48. Sulița-Sat
49. Sulița-Târg
50. Șendreni
51. Șerbinți
52. Șirăuți
53. Tărăsăuți
54. Vancicăuții Mari
55. Vancicăuții Mici
56. Vancineți
57. Varticăuți
58. Varticăuții de Jos
59. Varticăuții de Mijloc
60. Varticăuții de Sus
61. Volcineți
62. Zalicea
63. Zelena